# Príncipe Pretinho
José Luís da Costa, mais conhecido como Príncipe Pretinho, foi um compositor brasileiro.
Teve como os principais parceiros Herivelto Martins, Peterpan, Henricão e Geraldo Pereira.
Suas composições foram gravadas por artistas como Dalva de Oliveira, Francisco Alves, Isaura Garcia, Nelson Gonçalves, Jorge Veiga e Trio de Ouro.

## Obras
- A Vitória é Nossa
- Adivinhação
- Alodê
- Atchim (com J. Piedade)
- Bate Palmas (com B. Guedes)
- Bela e Formosa (com J. Cunhado)
- Bela Morena
- Bumba... Bumba
- Cai no Samba